# Aldons Vrubļevskis
Aldons Vrubļevskis (2 de juny de 1957) és un advocat i funcionari de l'esport letó. Des de 2005 és el president del Comitè Olímpic Letó.
Va ser secretari general del Comitè Olímpi Letó des del 1998 fins al 2004, any en què va esdevenir el President en substitució de Vilnis Baltiņš